# 壯六
壯六，是台灣宜蘭縣壯圍鄉的一個傳統地域名稱，位於該鄉中部。相較於今日行政區，其範圍大致為忠孝村南半部。

## 歷史
台灣清治末期，壯六地區為一街庄，稱為「壯六庄」，隸屬於民壯圍堡。該庄東北與十三股庄為鄰，東及東南與公館庄為鄰，南邊及西邊隔宜蘭河與壯五庄、壯七庄為界，北邊為七張庄、功勞庄。
1901年（日治明治三十四年）11月，廢縣廳改設二十廳，該庄隸屬於宜蘭廳，編入第十六區。1905年（明治三十八年）7月，該區改名「民壯圍區」。1909年（明治四十二年）10月，合併二十廳為十二廳，該庄仍隸屬於宜蘭廳。1920年（大正九年），廢十二廳改設五州二廳，該庄改制為「壯六」大字，隸屬於臺北州宜蘭郡壯圍庄。
戰後壯圍庄改制為壯圍鄉，隸屬於臺北縣，大字亦改制為村。1950年10月，北、基、宜分治，壯圍鄉改隸屬於宜蘭縣。

## 聚落
本地區發展較早的聚落有六結、埤底、同興等，在日治期初期的官方地圖上已有記載。

## 交通
鄉道宜7線是竹安至新南的道路，大致以縱向經過壯六地區東部。由該道路向北可前往十三股、古亭笨東部、新發、車路頭東南部、塭底、大塭東南端並止於鄉道宜4線路口，向南可前往公館西部、新興、南興並止於鄉道宜16線路口。
鄉道宜9線（中央路三段）是社頭至南興的道路，大致以北北東—南南西走向經過本地區西北部。由該道路向北北東可前往功勞、古亭笨、大福地區南部並止於省道台2線路口，向南南西可前往壯圍市區、美福、南興並止於鄉道宜16線路口。
鄉道宜12線（壯六路）是慈安至後埤的道路，大致以北北西—南南東走向轉繞弧形轉橫向再轉西北西—東南東走向經過本地區。由該道路向北北西可前往七張、壯一北部並止於省道台7線路口，向東南東可前往公館地區
中部偏北的省道台2線路口。

## 文化資產
- 壯圍鄉游氏家廟追遠堂（縣定古蹟）